# الله الآب

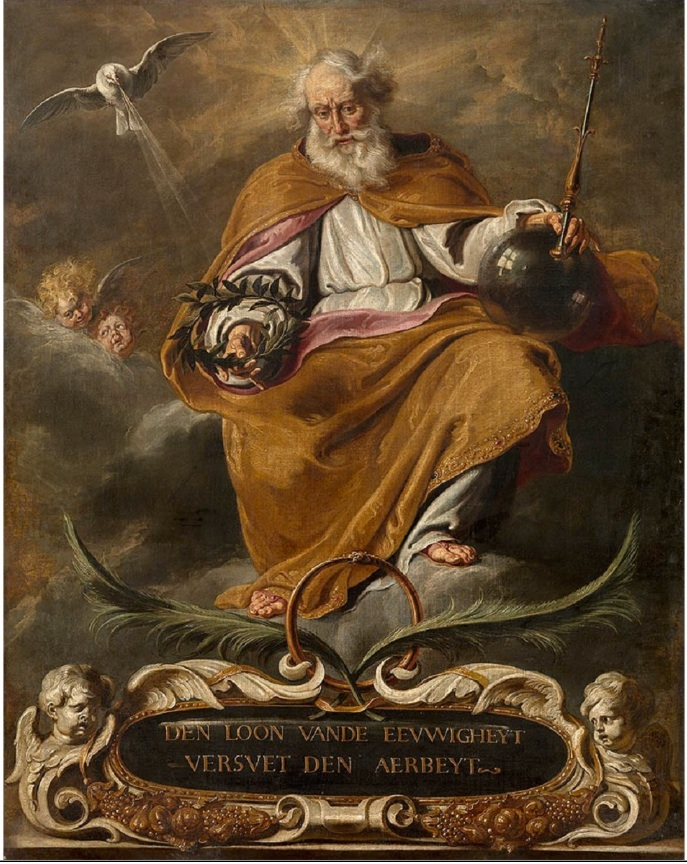
الله الآب - يعقوب هيرينس.

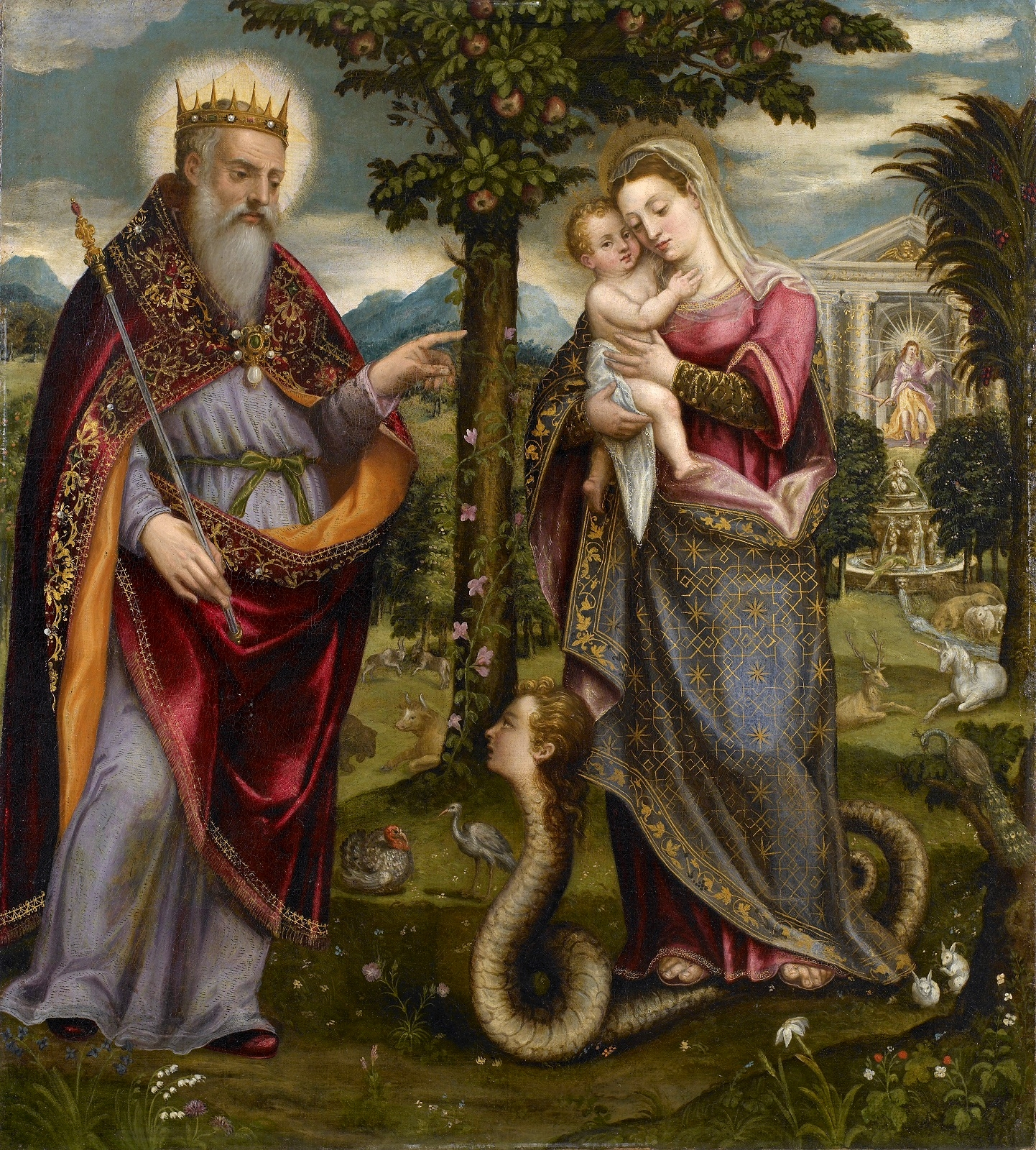
الله الآب بجانب يسوع ومريم العذراء وهي تقتل الحية والتي ترمز للشيطان.

الله الآب هو مصطلح من مصطلحات المسيحية ويشير إلى الله الذي به كان كل شيء ولهذا هو بذاته الله وإن كان هو أول الأقانيم الثلاثة في الثالوث.

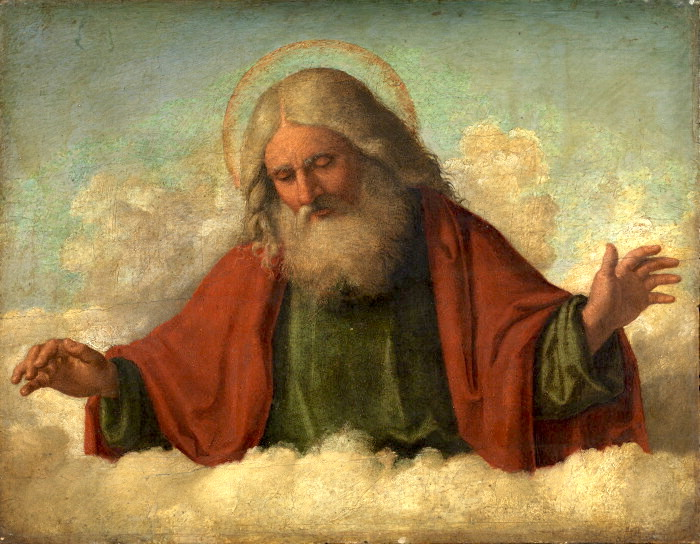
الله الآب.

## الله الآب في المسيحية

الثالوث والإنجيليون الأربعة، 1391.

الله الآب في المسيحية هو من أقانيم الله الواحد، مع أقنوم الله الابن وأقنوم الروح القدس.
وهذه العقيدة هي عقيدة الثالوث الأقدس.
وتؤمن الكنيسة الكاثوليكية بالله الآب من خلال الصيغة الآتية «أُؤمن بالله الآب» حيث تعلن «اعترافنا بالإيمان يبدأ بالله، لأن الله هو الأول والآخر،» هكَذَا يَقُولُ الرَّبُّ مَلِكُ إِسْرَائِيلَ وَفَادِيهِ، رَبُّ الْجُنُودِ: «أَنَا الأَوَّلُ وَأَنَا الآخِرُ، وَلاَ إِلهَ غَيْرِي. (إش 44: 6)«، بدء كل شيء ونهايته. وقانون الإيمان يبدأ بالله الآب، لأن الآب هو الأقنوم الإلهي الأول من الثالوث الأقدس؛ وقانوننا يبدأ بخلق السماء والأرض، لأن الخَلق هو البداية والأساس في جميع أعمال الله.»
أؤمن بالله
«أؤمن بالله»: هذا التأكيد الأول من الاعتراف بالإيمان هو أيضاً أساسيٌ أكثر من أي شيء آخر. القانون كله يتكلم على الله، وإن تكلم أيضاً على الإنسان والعالم، فذلك بالنسبة إلى الله. فمواد قانون الإيمان تتعلق كلها بالمادة الأولى، كما أن جميع الوصايا توضح الوصية الأولى. والمواد الأخرى تعرفنا الله تعريفاً أوسع، كما كشف عن نفسه للبشر تدريجياً. «المؤمنون يعترفون أولاً بالإيمان بالله»
أؤمن بإله واحد
بهذه الكلمات يبدأ قانون نيقية- القسطنطينية. الاعتراف بوحدانية الله ذات الجذور في الوحي الإلهي في العهد القديم، لا يمكن فصله عن الاعتراف بوجود الله، وهو أساسيٌّ مثله أيضاً. فالله واحد: لا يوجد الا إلهٌ واحد: «الإيمان المسيحي يعترف أنه لا يوجد إلا إله واحد، واحدٌ بطبيعته، وجوهره، وإنيته».
الله كشف عن نفسه لإسرائل مختاره على أنه الوحيد: ««اِسْمَعْ يَا إِسْرَائِيلُ: الرَّبُّ إِلهُنَا رَبٌّ وَاحِدٌ.* فَتُحِبُّ الرَّبَّ إِلهَكَ مِنْ كُلِّ قَلْبِكَ وَمِنْ كُلِّ نَفْسِكَ وَمِنْ كُلِّ قُوَّتِكَ. (تث6: 4-5)». بالأنبياء دعا الله إسرائيل وجميع الأمم إلى التوجه نحوه، هو الوحيد. «اِلْتَفِتُوا إِلَيَّ وَاخْلُصُوا يَا جَمِيعَ أَقَاصِي الأَرْضِ، لأَنِّي أَنَا اللهُ وَلَيْسَ آخَرَ.* بِذَاتِي أَقْسَمْتُ، خَرَجَ مِنْ فَمِي الصِّدْقُ كَلِمَةٌ لاَ تَرْجعُ: إِنَّهُ لِي تَجْثُو كُلُّ رُكْبَةٍ، يَحْلِفُ كُلُّ لِسَانٍ.* قَالَ لِي: إِنَّمَا بِالرَّبِّ الْبِرُّ وَالْقُوَّةُ. إِلَيْهِ يَأْتِي، وَيَخْزَى جَمِيعُ الْمُغْتَاظِينَ عَلَيْهِ. (إش45: 22-24).»
يسوع نفسه يثبت أن الله هو «الرب الوحيد» وأنه يجب أن يُحب «بكل القلب وكل النفس وكل الذهن وكل القدرة». وهو يُشير، في الوقت نفسه، إلى أنه هو ذاته «الرب». والاعتراف بأن «يسوع هو الرب». هو خاصة الإيمان المسيحي. وهذا لا يخالف الإيمان بالله الواحد. والإيمان بالروح القدس «الرب وواهب الحياة» لا يجعل في وحدانية الله انفصاماً:
«نحن نؤمن إيماناً ثابتاً، ونُثبت ببساطة أنه يوجد إلهٌ واحدٌ حقيقي، غير محدود وغير متغير، وغير مُدرك، كليُّ القدرة، وفوق كل تعبير، آب وابن وروح قدس: ثلاثة أقانيم، ولكن إنية واحدة، وجوهرٌ واحدٌ أو طبيعةٌ كلية البساطة».
الله يكشف عن اسمه
لقد كشف الله عن ذاته لشعبه إسرائيل وعرَّفه اسمه. الاسم تعبير عن الإنية، هُوية الشخص ومعنى الحياة. لله أسمٌ. وليس بقوة غُفل. وتسليم الاسم هو تعريف الآخرين بالذات؛ هو، على وجهٍ ما، تسليم الذات يجعلها مُمكنةً المنال، حَرِيّةً بأن تُعرَف معرفةً أعمق، وأن تُدعى شخصياً.
الله كشف عن ذاته لشعبه تدريجياً وبأسماء مختلفة، إلا أن الكشف عن الاسم الإلهي لموسى في ظهور العليقى المُلتهبة على عتبة الخروج وعهد سيناء، هو الكشف الذي ثبت أنه الأساسي للعهدين القديم والجديد.
الإله الحيّ
الله يدعو موسى من وسط عُلَّيقى تلتهبُ ولا تحترق. ويقول لموسى: «ثُمَّ قَالَ: «أَنَا إِلهُ أَبِيكَ، إِلهُ إِبْرَاهِيمَ وَإِلهُ إِسْحَاقَ وَإِلهُ يَعْقُوبَ». فَغَطَّى مُوسَى وَجْهَهُ لأَنَّهُ خَافَ أَنْ يَنْظُرَ إِلَى اللهِ. (خر6:3)». فالله هو إله الآباء الذي دعاهم وقادهم في تيههم. إنه الإله الأمين والعطوف الذي يذكرهم عُهوده؛ وهو يأتي ليُحرر نسلهم من العبودية. إنه الإله الذي، في كل مكان وزمان، يستطيع ذلك ويريده، والذي يجعل قدرته غير المحدودة في طريق هذا التصميم.
أنا هو الكائن
«فَقَالَ مُوسَى للهِ: «هَا أَنَا آتِي إِلَى بَنِي إِسْرَائِيلَ وَأَقُولُ لَهُمْ: إِلهُ آبَائِكُمْ أَرْسَلَنِي إِلَيْكُمْ. فَإِذَا قَالُوا لِي: مَا اسْمُهُ؟ فَمَاذَا أَقُولُ لَهُمْ؟»* فَقَالَ اللهُ لِمُوسَى: «أَهْيَهِ الَّذِي أَهْيَهْ». وَقَالَ: «هكَذَا تَقُولُ لِبَنِي إِسْرَائِيلَ: أَهْيَهْ أَرْسَلَنِي إِلَيْكُمْ».* وَقَالَ اللهُ أَيْضًا لِمُوسَى: «هكَذَا تَقُولُ لِبَنِي إِسْرَائِيلَ: يَهْوَهْ إِلهُ آبَائِكُمْ، إِلهُ إِبْرَاهِيمَ وَإِلهُ إِسْحَاقَ وَإِلهُ يَعْقُوبَ أَرْسَلَنِي إِلَيْكُمْ. هذَا اسْمِي إِلَى الأَبَدِ وَهذَا ذِكْرِي إِلَى دَوْرٍ فَدَوْرٍ. (خر13:3-15)».
عندما يكشف الله عن اسمه العجيب يهوه، «أنا الكائن»، أو «أنا مَن هو» أو أيضاً «أنا مَن أنا»، يقول من هو، وبأي اسم يجب أن ندعوه. هذا الاسم الإلهي سريٌ كما أن الله سر. إنه في الوقت نفسه اسم مُوحى به وكرفض للاسم، وهو من ثمَّ يعبر أحسن تعبير عن الله كما هو، أي على مستوى أسمى من كل ما نستطيع إدراكه أو قوله، إنه الإله المحتجب: «حَقًّا أَنْتَ إِلهٌ مُحْتَجِبٌ يَا إِلهَ إِسْرَائِيلَ الْمُخَلِّصَ. (إش15:45)»، واسمه عجيب، وهو الإله الذي يتقرب من البشر.
عندما يكشف الله عن اسمه يكشف في الوقت نفسه عن أمانته التي هي من الأبد وإلى الأزل، سارية المفعول في الماضي («أنا إله آبائك»، خر6:3) كما في المستقبل: («أنا أكون معك»، خر12:3). الله الذي يكشف عن اسمه على أنه «الكائن» يكشف عن ذاته على أنه الإله الحاضر على الدوام، الحاضر مع شعبه ليُخلصه.
أمام حضور الله الساحر والعجيب يكشف الإنسان صغارته. امام العُلَّيقى الملتهبة يخلع موسى نعليه ويستر وجهه مقابل القداسة الإلهية. أمام مج الإله المُثلث القداسة يصيح إشعياء: «فَقُلْتُ: «وَيْلٌ لِي! إِنِّي هَلَكْتُ، لأَنِّي إِنْسَانٌ نَجِسُ الشَّفَتَيْنِ، وَأَنَا سَاكِنٌ بَيْنَ شَعْبٍ نَجِسِ الشَّفَتَيْنِ، لأَنَّ عَيْنَيَّ قَدْ رَأَتَا الْمَلِكَ رَبَّ الْجُنُودِ». (إش5:6)». أمام الأعمال الإلهية التي يعملها يسوع يصيح بطرس: «فَلَمَّا رَأَى سِمْعَانُ بُطْرُسُ ذلِكَ خَرَّ عِنْدَ رُكْبَتَيْ يَسُوعَ قَائِلًا: «اخْرُجْ مِنْ سَفِينَتِي يَا رَبُّ، لأَنِّي رَجُلٌ خَاطِئٌ!». (لو8:5)». ولكن بما أن الله قدوس، فهو يقدر أن يغفر للإنسان الذي يكشف عن نفسه أمامه أنه خاطئ: ««لاَ أُجْرِي حُمُوَّ غَضَبِي. لاَ أَعُودُ أَخْرِبُ أَفْرَايِمَ، لأَنِّي اللهُ لاَ إِنْسَانٌ، الْقُدُّوسُ فِي وَسَطِكَ فَلاَ آتِي بِسَخَطٍ. (هو9:11)». وسيقول الرسول يوحنا كذلك: «وَبِهذَا نَعْرِفُ أَنَّنَا مِنَ الْحَقِّ وَنُسَكِّنُ قُلُوبَنَا قُدَّامَهُ.* لأَنَّهُ إِنْ لاَمَتْنَا قُلُوبُنَا فَاللهُ أَعْظَمُ مِنْ قُلُوبِنَا، وَيَعْلَمُ كُلَّ شَيْءٍ.(1يو19:3-20)».
توقيراً لقداسة الله لا يفوه الشعب الإسرائيلي باسمه. ففي قراءة الكتاب المقدس يُستعاض عن الاسم الموحى به باللقب الإلهي «رب» (أدوناي، وباليونانية كيريوس). وبهذا اللقب ستُعلن أُلوهية يسوع: «يسوع ربٌ».
إله الحنان والرحمة
بعد خطيئة إسرائيل الذي مال عن الله إلى عبادة العجل الذهب، يسمع الله تشفع موسى ويقبل السير في وسط شعب ناكث للعهد، مظهراً هكذا محبته. وهو يُجيب موسى الذي يطلب أن يرى مجده: «فَقَالَ: «أَرِنِي مَجْدَكَ».* فَقَالَ: «أُجِيزُ كُلَّ جُودَتِي قُدَّامَكَ. وَأُنَادِي بِاسْمِ الرَّبِّ قُدَّامَكَ. وَأَتَرَاءَفُ عَلَى مَنْ أَتَرَاءَفُ، وَأَرْحَمُ مَنْ أَرْحَمُ». (خر18:33-19)». ويمر الرب أمام موسى وينادي: «فَاجْتَازَ الرَّبُّ قُدَّامَهُ، وَنَادَى الرَّبُّ: «الرَّبُّ إِلهٌ رَحِيمٌ وَرَؤُوفٌ، بَطِيءُ الْغَضَبِ وَكَثِيرُ الإِحْسَانِ وَالْوَفَاءِ. (خر6:34)». فيعترف موسى حينئذٍ أن الرب إله غفور.
الاسم الإلهي «أنا الكائن» أو «الذي هو» يعبر عن أمانة الله الذي «يحفظ الرحمة لألوف»: "حَافِظُ الإِحْسَانِ إِلَى أُلُوفٍ. غَافِرُ الإِثْمِ وَالْمَعْصِيَةِ وَالْخَطِيَّةِ. وَلكِنَّهُ لَنْ يُبْرِئَ إِبْرَاءً. مُفْتَقِدٌ إِثْمَ الآبَاءِ فِي الأَبْنَاءِ، وَفِي أَبْنَاءِ الأَبْنَاءِ، فِي الْجِيلِ الثَّالِثِ وَالرَّابعِ». (خر7:34)"، على ما للبشر من نكبة الاثم ومن العقاب الذي تستحقه. الله يكشف عن كونه «غنياً بالرحمة»: "اَللهُ الَّذِي هُوَ غَنِيٌّ فِي الرَّحْمَةِ، مِنْ أَجْلِ مَحَبَّتِهِ الْكَثِيرَةِ الَّتِي أَحَبَّنَا بِهَا، (أف4:2): إلى حد أنه بذل ابنه الوحيد. وعندما يبذل يسوع حياته ليحرر المؤمنين من الخطيئة، سيكشف أنه يحمل هو نفسه الاسم الإلهي: "فَقَالَ لَهُمْ يَسُوعُ: «مَتَى رَفَعْتُمُ ابْنَ الإِنْسَانِ، فَحِينَئِذٍ تَفْهَمُونَ أَنِّي أَنَا هُوَ، وَلَسْتُ أَفْعَلُ شَيْئًا مِنْ نَفْسِي، بَلْ أَتَكَلَّمُ بِهذَا كَمَا عَلَّمَنِي أَبِي. (يو28:8)".
الله وحده الكائن
لقد استطاع إيمان إسرائيل، عبر القرون، أن ينشر ويتقصى الكنوز المنطوية في وحي الاسم الإلهي. الله واحدٌ، ولا إله سواه. وهو فوق العالم والتاريخ. وهو الذي صنع السماوات والأرض: «أَقُولُ: «يَا إِلهِي، لاَ تَقْبِضْنِي فِي نِصْفِ أَيَّامِي. إِلَى دَهْرِ الدُّهُورِ سِنُوكَ.* مِنْ قِدَمٍ أَسَّسْتَ الأَرْضَ، وَالسَّمَاوَاتُ هِيَ عَمَلُ يَدَيْكَ.* هِيَ تَبِيدُ وَأَنْتَ تَبْقَى، وَكُلُّهَا كَثَوْبٍ تَبْلَى، كَرِدَاءٍ تُغَيِّرُهُنَّ فَتَتَغَيَّرُ.* وَأَنْتَ هُوَ وَسِنُوكَ لَنْ تَنْتَهِيَ.* أَبْنَاءُ عَبِيدِكَ يَسْكُنُونَ، وَذُرِّيَّتُهُمْ تُثَبَّتُ أَمَامَكَ». (مز24:102-28)». ليس فيه «تحوُّلٌ ولا ظلُّ تَغيُّر»: «كُلُّ عَطِيَّةٍ صَالِحَةٍ وَكُلُّ مَوْهِبَةٍ تَامَّةٍ هِيَ مِنْ فَوْقُ، نَازِلَةٌ مِنْ عِنْدِ أَبِي الأَنْوَارِ، الَّذِي لَيْسَ عِنْدَهُ تَغْيِيرٌ وَلاَ ظِلُّ دَوَرَانٍ. (يع17:1)».
وهكذا فالكشف عن الاسم العجيب «أنا الكائن» يتضمن الحقيقة أن الله وحده كائن. وبهذا المعنى فُهم الاسم الإلهي في الترجمة السبعينية وبعدها في تقليد الكنيسة: الله هو ملء الكينونة وملء كل كمال، لا أول له ولا آخر. فيما نالت جميع الخلائق منه كل كيانها وكل ما لها، فهو وحده كيان ذاته، وهو من ذاته كل ما هو.